# Benoît-Léon de Fornel de La Laurencie
Benoît-Léon de Fornel de La Laurencie, francoski general, * 1879, † 1958.